# Rầy nâu
Rầy nâu (BPH) (danh pháp khoa học:Nilaparvata lugens), là một loại côn trùng ăn cây lúa. Có nhiều đợt bùng phát rầy nâu ở Đông Nam Á vào thập niên 1980, 2005-2008, và dự kiến còn có các đợt bùng phát khác nữa. Việc sử dụng quá mức urê và phân bón nitơ và thuốc sâu có thể dẫn đến bùng phát rầy nâu bằng cách tăng khả năng sinh sản của chúng, và bằng cách giảm các thiên địch của rầy nâu.

## Thiên địch
Loài vật ăn rầy nâu gồm có các loài nhện Pardosa pseudoannulata và Araneus inustus. Trong nhiều trường hợp, rầy nâu đẻ trứng ở nơi ươm mạ ngay trước khi cấy lúa và rầy nâu thâm nhập ruộng lúa theo cách này. 
Mức độ tử vong khác nhau của loài ăn rầy nâu và rầy nâu không có vẻ là nhân tố hàng đầu đối với sự trỗi dậy của rầy nâu.

## Kiểm soát
Có bằng chứng cho thấy một vài loại thuốc trừ sâu làm tăng lượng protein của accessory glands con cái rầy nâu, và do đó làm tăng khả năng sinh sản của rầy nâu. Vài loại thuốc trừ sâu làm tăng số lượng axit amino và sucrose có trong phloem của cây lúa, và do đó làm tăng độ sống sót của rầy nâu.
Sự phong phú giống lúa với khả năng kháng rầy nâu là quan trọng trong việc ngăn chặn bùng phát rầy nâu. Tuy nhiên, trong các khu vực ít sử dụng thuốc trừ sau, mức kháng rầy nâu cao không nhất thiết.
Một số lectin thực vật có khả năng kháng BPH.

## Hình thái và vòng đời
Con trưởng thành có màu nâu tối có loại cánh dài và cánh ngắn, con đực nhỏ hơn con cái. Vòng đời của rầy nâu từ 25-30 ngày và thay đổi theo mùa, thời gian trứng 5-14 ngày, rầy non: 12-32 ngày; rầy trưởng thành: 3-20 ngày.